# 麓村
麓村（ふもとむら）は、佐賀県三養基郡にあった村。

## 地理
現在の鳥栖市の西部に位置する。

## 歴史

### 村域の変遷
- 1889年（明治22年）4月1日 - 町村制施行により、宿村、山浦村、立石村、牛原村が合併し養父郡麓村が発足。
- 1896年（明治29年）4月1日 - 郡の統合により三根郡、基肄郡と合併し三養基郡発足[1]。同郡の所属となる。
- 1954年（昭和29年）4月1日 - 鳥栖町、田代町、基里村、旭村と合併し鳥栖市が発足。同日麓村廃止。

変遷表
| 1868年 以前 | 1868年 以前 | 1868年 以前 | 明治22年 4月1日 | 明治29年 3月26日 | 明治29年 3月26日 | 昭和29年 4月1日 | 現在   |
| ----------- | ----------- | ----------- | --------------- | ---------------- | ---------------- | --------------- | ------ |
| 養父郡      |             | 宿村        | 麓村            | 三養基郡 発足    | 麓村             | 鳥栖市          | 鳥栖市 |
| 養父郡      | 山浦村      |             | 麓村            | 三養基郡 発足    | 麓村             | 鳥栖市          | 鳥栖市 |
| 養父郡      | 立石村      |             | 麓村            | 三養基郡 発足    | 麓村             | 鳥栖市          | 鳥栖市 |
| 養父郡      | 牛原村      |             | 麓村            | 三養基郡 発足    | 麓村             | 鳥栖市          | 鳥栖市 |

## 大字
- 宿（しゅく）
- 山浦（やまうら）
- 立石（たていし）
- 牛原（うしはら）

## 交通（廃止直前）

### 鉄道
- 日本国有鉄道（ → 九州旅客鉄道）
  - ■長崎本線
    - 肥前麓駅

### 道路
一級国道
- 国道34号